# Минай (футбольний клуб)
Футбольний клуб «Минай» — український футбольний клуб з однойменного села Закарпатської області, заснований у 2015 році. У сезонах 2020/21—2023/24 грав в українській Прем'єр-лізі.
Домашні матчі приймав на стадіоні «Минай-Арена». До цього виступав на стадіонах «Автомобіліст» і «Авангард» в Ужгороді.

## Історія

### Обласні турніри

Перша емблема клубу (2015—2020)

Щойно заявившись на обласні турніри, сільська команда з-під Ужгорода, одразу проявила претензії на здобуття трофеїв. В першому ж році команда посіла друге місце в головному міському турнірі Ужгорода й пробилася до вищого ешелону клубів Закарпаття.
На другий свій сезон, 2016 року, команда готувалася до участі в матчах Першої ліги Закарпатської області, та їм випало починати одразу ж у Вищій лізі Закарпаття. Довелося, по ходу, сезону втягуватися в боротьбу з найсильнішими командами області та доукомплектовуватися. Але якісна робота тренерів та самовіддача гравці призвели до неочікуваного результату — новобранець ліги виборов бронзові медалі.
Вже наступний сезон, 2017 року, команду зарахували до фаворитів турніру. Навіть ужгородські вболівальники віддавали перевагу минайцям і чимало їх відгукувалися на яскраві та численні афіші, заповнюючи стадіон міста «Автомобіліст». Підопічні Миколи Гібалюка не підвели ні тренера ні керівництво, вперто карбуючи перемоги, вони захопили перше місце в турнірній таблиці й до кінця сезону його так і не віддали.
До того ж, ще більші успіхи прийшли до команди в Кубкових обласних змаганнях, де команда двічі здобула головний трофей області (за коротку свою історію).

### Аматорський чемпіонат України
Незаперечні успіхи в обласному турнірі заохотили власників клубу та гравців випробувати себе й команду в більш представницькому турнірі, ним виявився Аматорський чемпіонат України. В дебютному, для себе, статусі аматорів, в сезоні 2017-2018 років футбольний клуб «Минай» вчинив переполох серед звичних там учасників, здобуваючи перемоги та піднявшись на вищі щаблі турнірної таблиці. Про команду із Закарпаття дізналися і заговорили, як про гідного суперника.
На фініші сезону 2017-2018 команда зупинилася за кілька кроків до здобуття трофеїв, поступившись команді аматорів із Запоріжжя.

### Професійні виступи
На четвертий рік свого існування, в 2018 році, керівники клубу вирішили замахнутися на більше — ФК «Минай» подав заявку на участь в першості України з футболу в Другій лізі. З цих пір команда з околиць Ужгорода із аматорів перейшла у статус професіоналів, та ще й виявилася єдиним представником Закарпаття на цьому рівні.
Свій дебютний офіційний матч в статусі професіоналів минайці провели в 1/32 розіграшу Кубка України. Перемога над рівненським «Вересом» в гостях принесла новачкам ліги путівку до другого раунду Кубку України. У підсумку минайці дійшли до 1/8 фіналу, де поступилися київському «Динамо» (1:3). У Другій лізі команда відразу виграла групу А, програвши у Суперфіналі Другої ліги України «Кременю» (0:1), та здобула право підвищитися у класі. Паралельно із матчами в чемпіонаті закарпатці доволі успішно виступали в Кубку України, дійшовши до півфіналу турніру.
У сезоні 2019/2020 очолюваний Василем Кобіним колектив сенсаційно здобув золоті нагороди Першої ліги, здобувши право виступати в найсильнішому дивізіоні України.
«Минай» провів першу гру в Прем'єр-лізі 13 вересня 2020 року проти «Олександрії» (1:0). Упродовж турніру команда із Закарпаття боролася за виживання, але в підсумку посіла останнє місце в турнірній таблиці і мала покинути УПЛ, проте зняття донецького «Олімпіка» з турніру дозволило «Минаю» залишитися в УПЛ.
Після завершення сезону 2024/25 клуб припинив участь у змаганнях.

## Досягнення
На професійному рівні
Перша ліга чемпіонату України:
- Переможець: 2019/20

Друга ліга чемпіонату України:
- Срібний призер: 2018/19

Кубок України:
- Півфіналіст: 2019/20

На аматорському рівні
Чемпіонат Закарпатської області:
- Чемпіон: 2017
- Бронзовий призер: 2016

Кубок Закарпатської області:
- Володар (2): 2017, 2018

Суперкубок Закарпатської області:
- Володар: 2017

Чемпіонат Ужгорода:
- Срібний призер: 2015[7]

## Статистика виступів
| Сезон   | Ліга         | М       | І   | В  | Н  | П  | ГЗ  | ГП  | О   | Кубок України | Примітка                                 |
| ------- | ------------ | ------- | --- | -- | -- | -- | --- | --- | --- | ------------- | ---------------------------------------- |
| 2018/19 | Друга «А»    | 1 з 10  | 27  | 15 | 4  | 8  | 41  | 26  | 49  | 1/8 фіналу    | Підвищення                               |
| 2018/19 | Фінал        | 2 з 2   | 1   | 0  | 0  | 1  | 0   | 1   | —   | 1/8 фіналу    | Підвищення                               |
| 2019/20 | Перша        | 1 з 16  | 30  | 19 | 5  | 6  | 51  | 28  | 62  | 1/2 фіналу    | Підвищення                               |
| 2020/21 | Прем'єр-ліга | 14 з 14 | 26  | 4  | 6  | 16 | 16  | 47  | 18  | 1/8 фіналу    | Команда залишилася рішенням Прем'єр-ліги |
| 2021/22 | Прем'єр-ліга | 15 з 16 | 18  | 1  | 7  | 10 | 12  | 30  | 10  | 1/16 фіналу   | Чемпіонат не дограно                     |
| 2022/23 | Прем'єр-ліга | 8 з 16  | 30  | 9  | 9  | 12 | 25  | 30  | 36  | Не проводився |                                          |
| 2023/24 | Прем'єр-ліга | 15 з 16 | 30  | 5  | 10 | 15 | 27  | 50  | 25  | 1/8 фіналу    | Пониження                                |
| 2024/25 | Перша        | 12 з 18 | 24  | 8  | 6  | 10 | 26  | 30  | 30  | 1/16 фіналу   |                                          |
| Загалом | Загалом      | Загалом | 186 | 61 | 47 | 78 | 198 | 242 | 230 |               |                                          |

## Кращі бомбардири команди
Станом на 11 липня 2023 року
| # | Ім'я             | Період    | Голи |
| - | ---------------- | --------- | ---- |
| 1 | Анатолій Нурієв  | 2018—2021 | 38   |
| 2 | Роберт Гегедош   | 2018—2019 | 27   |
| 3 | Василь Пиняшко   | 2018—2021 | 10   |
| 4 | Олег Вишневський | 2021—н.ч. | 8    |

## Гвардійці команди
| # | Ім'я            | Період    | Ігри |
| - | --------------- | --------- | ---- |
| 1 | Василь Пиняшко  | 2018—2021 | 85   |
| 2 | Анатолій Нурієв | 2018—2021 | 84   |
| 3 | Петро Стасюк    | 2018—2021 | 67   |
| 4 | Вадим Вітенчук  | 2022—2024 | 57   |

## Тренери
- Сезон 2015/16 — В'ячеслав Пінковський, Микола Гібалюк (в статусі граючого тренера) — срібний призер Чемпіонату Ужгорода
- Сезон 2016/17 — Микола Гібалюк (перше коло), Михайло Іваниця[8] (друге коло) — Володар Кубка Закарпатської області, 3 місце першості Закарпаття
- Сезон 2017/18 — Микола Гібалюк[9] — Чемпіон Закарпаття, Володар Кубку Закарпатської області, 1 місце першості Закарпаття, 3-е місце у 1 групі аматорського чемпіонату
- Сезон 2018/19 — Ігор Харьківщенко[10] — чвертьфіналіст фінального турніру Першості аматорів України
- Сезон 2018/19 — Кирило Куренко[11]
- Сезон 2019/20 ― Василь Кобін[12]
- Сезон 2020/21 ― Василь Кобін (перше коло), Микола Цимбал (друге коло)[13]
- Сезон 2021/22 ― Василь Кобін (до 29 вересня 2021 року), Ігор Леонов (з 9 жовтня 2021 року до 16 грудня 2021 року), Володимир Шаран (з 14 січня 2022 року)
- Сезон 2022/23 ― Володимир Шаран
- Сезон 2023/24 ― Володимир Шаран (до 17 листопада 2023 року)
- Сезон 2023/24 ― Желько Любенович
- Сезон 2024/25 ― Желько Любенович, Євгеній Калиниченко

## Клубна інфраструктура
Футбольний клуб «Минай» заснували в 2015 році три закарпатські митники Валерій Пересоляк, Євген Плавайко й Артем Письменний, яких надихнув на цей проєкт голова обласної федерації футболу Іван Дуран.

### Адміністрація клубу
- Президент клубу — Валерій Пересоляк, колишній начальник управління ризиків та протидії правопорушенням Закарпатської митниці[15][16][17].
- Віце-президент — Євген Плавайко, колишній начальник відділу митного оформлення № 3 митного посту «Тиса» Закарпатської митниці[15]
- Головний менеджер — Артем Письменний, колишній заступник начальника відділу з управління ризиками Закарпатської митниці [18]
- Спортивний директор — Сергій Білан.
- Генеральний менеджер — Мирослав Небесник.
- Секретар — Олег Орисик.
- Прес-аташе — Олександр Костюк.
- Менеджер з організації футбольних матчів — Дмитро Ігнатищ.
- Менеджер з екіпірування —  Владислав Тренич

### Спортивна інфраструктура
Утворений в 2015 році ФК «Минай» змушений був послуговуватися недосконалою футбольною інфраструктурою села Минай. Тому засновники клубу поставили собі за ціль покращити футбольні об'єкти в селі: облаштовуючи додаткові тренувальні майданчики, створюючи тренувально-реабілітаційний центр та офіс клубу, а з 2016 року розпочата докорінна перебудова місцевого стадіону — задля потреби професійного клубу.
Оскільки місцеве футбольне поле не задовольняло амбітних планів упорядників клубу, гравці команди чимало своїх ігор проводили на стадіоні «Автомобіліст». Коли ж команда заявилася в всеукраїнському футбольному турнірі, Аматорському чемпіонаті України, то їм довелося вже обживатися на «осиротілому» «Авангарді».
Стараннями засновників клубу та його партнерів, вже влітку 2018 року на околиці Ужгорода, в селі Минай, постала повноцінна футбольна «Минай-Арена». Стадіон розміром 110х70 метрів та трибунами на 1312 місць, і комплекс сучасних тренувальних майданчиків з тренувальним полем 90х50. Тож перший свій професійний футбольний сезон в Другій лізі України команда розпочинала вже на своїй власній футбольній базі.